# Hymenarcys
Hymenarcis
Genre
Hymenarcys est un genre d'insectes hétéroptères (punaises) appartenant à la famille des Pentatomidae.

## Espèces rencontrées en Amérique du Nord
- Hymenarcys aequalis (Say, 1832)
- Hymenarcys crassa Uhler, 1897
- Hymenarcys nervosa (Say, 1832)
- Hymenarcys reticulata (Stål, 1872)